# Real Madrid TV
Real Madrid TV ist ein spanischer Fernsehsender. Er ist Eigentum von Real Madrid und überträgt rund um die Uhr ein auf den Sportverein spezialisiertes Spartenprogramm.

## Geschichte
Der Fernsehsender Real Madrid TV wurde im Jahr 1998 auf gemeinsame Initiative des Medienunternehmens Sogecable und des Sportvereins Real Madrid ins Leben gerufen, die zu diesem Zweck zu gleichen Anteilen das Medienunternehmen Real Madrid Audiovisual gründeten. Die erste Ausstrahlung erfolgte am 14. Februar 1999 auf der Pay-TV-Plattform Canal Satélite Digital (heute Movistar+). Im Jahr 2001 erwarb der Verein die Unternehmensanteile von Sogecable und war fortan alleiniger Eigentümer des Senders. Ab Juli 2003 wurde Real Madrid TV über die aus der Fusion von Canal Satélite Digital und Vía Digital entstandenen Plattform Digital+ auf Astra 19,2° Ost sowie Hispasat 30° West ausgestrahlt.
Im Jahr 2005 vollzog der Kanal einen Strategiewechsel und sendete ab Februar als Free-TV über die Satellitenbetreiber Astra (19,2º Ost) und Hispasat (30º West). Im August dieses Jahres kam eine englischsprachige Version von Real Madrid TV hinzu. Direktor des Fernsehsenders war zu jener Zeit der bekannte spanische Journalist Antonio García Ferreras, der mit der Öffnung das Ziel verfolgte ein möglichst großes Publikum zu erreichen. Während der Amtszeit von Ramón Calderón wurde die freie Ausstrahlung aus Kostengründen eingestellt, Real Madrid sendete nunmehr über die Pay-TV Plattformen Digital+ (DVB-S) und Imagenio (IPTV).
Durch die Rückkehr von Florentino Pérez als Präsident des Sportvereins, kam es zu einer erneuten Strategieänderung, mit dem Ziel den Sender einem möglichst großem Publikum zu öffnen. Seit Dezember 2014 ist der Kanal über die offizielle Mobile App des Vereins sowohl auf Spanisch als auch auf Englisch kostenfrei empfangbar. Darüber hinaus bemühte sich der Klub um den Erwerb einer Spanienweiten DVB-T Lizenz. Diese wurde ihnen schließlich im September 2015 zugestanden. Am 23. April 2016 begann Real Madrid TV mit der landesweiten Ausstrahlung in HDTV.
Für die Produktion war bis 2019 Royal Media Internacional, ein Tochterunternehmen von Mediapro, verantwortlich. Ab 1. Juli 2019 übernahm ein Konsortium aus Telefónica Broadcast Services und Super-Sport Televisión SL (einem Tochterunternehmen von MFE) die Produktion des Kanals.